# Knox Manning
Knox Manning, född den 17 januari 1904 i Worcester i Massachusetts, död den 26 augusti 1980 i Woodland Hills i Los Angeles, var en amerikansk filmskådespelare. Han medverkade i 94 filmer mellan 1939 och 1956.

## Filmografi (utvalda filmer)
- Beyond the Line of Duty (1942)
- Divide and Conquer (1943) (röst)
- I Won't Play (1944)
- Hitler Lives (1945) (röst)
- Facing Your Danger (1946)
- The Prince of Peace (1949)
- She Shoulda Said No! (1949)
- Destination Moon (1950)
- Crashing the Water Barrier (1956)